# Islam Arous
Islam Arous (sinh ngày 6 tháng 8 năm 1996) là một cầu thủ bóng đá người Algérie thi đấu cho Paradou AC ở Giải bóng đá hạng nhất quốc gia Algérie và đội tuyển quốc gia Algérie.

## Sự nghiệp
Vào tháng 11 năm 2017, Arous được triệu tập vào đội tuyển quốc gia Algérie lần đầu tiên để thi đấu vòng loại Giải vô địch bóng đá thế giới 2018 trước Nigeria và trong trận giao hữu trước Cộng hòa Trung Phi. Ngày 14 tháng 11 Arous ra mắt quốc tế, đá chính trong chiến thắng 3-0 trước Cộng hòa Trung Phi.

## Danh hiệu
Paradou AC
- Giải bóng đá hạng nhì quốc gia Algérie: 2016–17